# 인도네시아 루피아
루피아(인도네시아어: Rupiah)는 인도네시아의 통화로 1 루피아는 100 센(sen)에 해당된다. "루피아"라는 이름은 인도의 화폐 단위인 "루피"에서 유래된 것이다. 25, 50, 100, 200, 500, 1,000 루피아 동전과 1,000, 2,000, 5,000, 10,000, 20,000, 50,000, 100,000 루피아 지폐가 통용된다. 환율은 100 루피아에 7.5~8원선이다. 과거 1, 2, 5, 10 루피아 동전도 발행된적 있으나 낮은 가치로 거의 쓰이지 않는 편이며 현시대의 일상생활에서의 최소 통용 단위는 100 루피아이다. 현재 인도네시아 루피아는 베트남 동, 라오스 킵, 이란 리알 등과 더불어 환율의 가치가 더 낮은 수준에 이르고 있으며, 2004년 이전 당시의 튀르키예 리라가 지금의 베네수엘라 또는 짐바브웨 등과 비슷한 사례와는 달리 환율의 가치는 매우 낮은 편이다. 대한민국 원보다도 더 낮은 몇 안되는 환율의 가치가 있다. 북한 원의 경우, 100 조선민주주의인민공화국 원이 한국돈으로 약 135원의 가치를 가지고 있는 것에 비하면, 루피아는 약 1,580 IDR로 나오는 것으로 드러나고 있다. 또한, 1,000 루피아는 미국의 1달러와 비슷하게 동전, 지폐 등 2가지의 버전이 존재한다.

## 리디노미네이션
루피아를 리디노미네이션하기 위한 오랜 제안은 아직 공식적인 입법적 고려를 받지 못했다. 2010년부터, 인도네시아의 통화 당국으로서 인도네시아 은행은 거래 처리를 용이하게 하기 위해 통화의 마지막 3개의 영점을 없앨 것을 거듭 촉구해 왔으며, 이러한 움직임은 그것의 가치에 영향을 미치지 않을 것이다. 2015년, 정부는 루피아 리디노미네이션 법안을 하원에 제출했지만 아직 심의되지 않았다. 2017년, 아구스 마르토와르도조(Agus Martowardojo) 인도네시아 은행 총재는 즉시 리디노미네이션이 시작되면, 2024년 또는 2025년까지 절차가 완료될 수 있다고 거듭 촉구했다.

## 같이 보기
- 인도네시아의 경제
- 리아우 루피아